# 下野田 (津山市)
下野田（しものだ）は岡山県津山市にある地名。郵便番号は708-1213。

## 地理
地内を広戸川が南北に流れる。国道429号上では西から東に向かう場合、一度下野田から田熊に入った後、少し行くと再び下野田に入り、すぐ勝央町植月北に至る。東から西の場合は植月北ー下野田ー田熊ー下野田ー田熊ー河面となる）。勝北町が津山市に編入される前は津山市と勝北町が短距離でしかも同じ地名が繰り返されて複数回変わる地点であった。いずれも下野田の区間は特に短い。

### 河川
- 広戸川

## 歴史

### 沿革
- 1889年6月1日 - 町村制施行により、勝北郡下野田村が同郡上野田村、勝加茂坂上村、勝加茂西上村、勝加茂西下村、勝加茂西中村、楢村、勝加茂原村、勝加茂安井村と合併、勝加茂村となる。下野田村は大字下野田となる。
- 1900年4月1日 - 勝北郡が勝南郡と合併し、勝田郡となる。
- 1955年1月1日 - 勝田郡勝加茂村が同郡新野村、広戸村と合併、勝北町となる。

## 世帯数と人口
2021年（令和3年）1月1日現在の世帯数と人口は以下の通りである。
| 町丁   | 世帯数 | 人口  |
| ------ | ------ | ----- |
| 下野田 | 65世帯 | 156人 |

## 小・中学校の学区
市立小・中学校に通う場合、学区は以下の通りとなる。
| 番地 | 小学校               | 中学校             |
| ---- | -------------------- | ------------------ |
| 全域 | 津山市立勝加茂小学校 | 津山市立勝北中学校 |

## 交通

### 道路
- 国道429号（県道415号と重複区間）
- 岡山県道415号工門勝央線（一部国道429号と重複）

## 施設
- 下野田ウォーターパーク
- 八幡神社